# Nezumia infranudis
Nezumia infranudis és una espècie de peix de la família dels macrúrids i de l'ordre dels gadiformes.

## Hàbitat
És un peix d'aigües tropicals que viu fins als 635 m de fondària.

## Distribució geogràfica
Es troba a Borneo.